# Wiedenhof (Wald)
Wiedenhof ist ein Wohnplatz in der bergischen Großstadt Solingen. Der namensgebende Hof war der Pfarrhof der evangelischen Kirche Wald und wurde über Jahrhunderte von dessen Pfarrer bewirtschaftet.

## Geographie
Wiedenhof befindet sich an der nach dem Ort benannten Wiedenhofer Straße unmittelbar westlich des Walder Ortskerns. Der Ort liegt auf einer Anhöhe oberhalb des nördlich gelegenen Walder Stadions. Nördlich befindet sich ebenfalls der Ort Wittkulle. Im Osten liegt das Gelände der Friedrich-Albert-Lange-Schule (FALS). Südlich von Wiedenhof liegt Scheuer, südwestlich befinden sich die Orte Weyer und Häuschen sowie im Westen Altenhof und Krausen.

## Etymologie
Der Begriff Wiedenhof leitet sich von Wittum ab, also der Brautgabe und Widmung für die Kirche (wideme). Einen Wiedenhof gab es unter anderem auch in Solingen-Dorp, siehe dazu Wiedenhof (Dorp).

## Geschichte
Wiedenhof ist in der Karte Topographia Ducatus Montani, Blatt Amt Solingen, von Erich Philipp Ploennies aus dem Jahr 1715 mit einer Hofstelle verzeichnet und bereits als Wiedenhof benannt. Der Ort gehörte zur Honschaft Itter innerhalb des bergischen Amtes Solingen. Die Topographische Aufnahme der Rheinlande von 1824 verzeichnet den Ort gemeinsam mit dem nahen Altenhof. Die Preußische Uraufnahme von 1844 ebenso, in der Topographischen Karte des Regierungsbezirks Düsseldorf von 1871 ist der Ort erneut als Wiedenhof verzeichnet.
Nach Gründung der Mairien und späteren Bürgermeistereien Anfang des 19. Jahrhunderts gehörte der Ort zur Bürgermeisterei Wald, dort lag er in der Flur I. (Wittkull). 1815/16 lebten 26, im Jahr 1830 30 Menschen im als Kirchengut bezeichneten Wiedenhof. 1832 war der Ort Teil der Ersten Dorfhonschaft innerhalb der Bürgermeisterei Wald. Der nach der Statistik und Topographie des Regierungsbezirks Düsseldorf als Hofstadt kategorisierte Ort besaß zu dieser Zeit ein öffentliches Gebäude, zwei Wohnhäuser und drei landwirtschaftliche Gebäude. Zu dieser Zeit lebten 27 Einwohner im Ort, davon zwei katholischen und 25 evangelischen Bekenntnisses. Die Gemeinde- und Gutbezirksstatistik der Rheinprovinz führt den Ort 1871 mit vier Wohnhäusern und 22 Einwohnern auf. Im Gemeindelexikon für die Provinz Rheinland von 1888 werden für Wiedenhof acht Wohnhäuser mit 84 Einwohnern angegeben.
Ab Ende des 19. Jahrhunderts verlor der Ort seine eigenständige Lage und ging in den expandierenden Wohn- und Gewerbegebieten des Walder Kernorts lückenlos auf.
Mit der Städtevereinigung zu Groß-Solingen im Jahre 1929 wurde Wiedenhof ein Ortsteil Solingens. Seit dem Jahre 1985 steht das Gebäude des ehemaligen Wiedenhofs, ein vollständig verschiefertes Fachwerkhaus mit Nebengebäuden an der Wiedenhofer Straße 37, unter Denkmalschutz. Es befindet sich auch heute noch im Eigentum der evangelischen Kirchengemeinde, die dort ein Gemeindezentrum unterhält.